# Medios de comunicación en Nicaragua
Los medios de comunicación en Nicaragua inician con las culturas prehispánicas y el desarrollo de su lenguaje y escritura.
Los medios de comunicación en Nicaragua son variados, comenzando con los medios tradicionales como el correo, la imprenta y la prensa escrita, evolucionando hacia las telecomunicaciones con el telégrafo, la telefonía, la radio, la televisión e internet, en todos se expresa el pueblo de Nicaragua con diferentes líneas editoriales.

## Correos de Nicaragua
Comienzan a funcionar en el siglo XIX.

## Prensa en Nicaragua
“El Diario de Nicaragua” fue el "primer diario de Nicaragua", su primera publicación se realizó el 1 de marzo de 1884 en la ciudad de Granada. Su fundador y director fue Rigoberto Cabezas reconocido como fundador del Diarismo Nicaragüense.

## Radio en Nicaragua
La radio en Nicaragua comienza el 15 de enero de 1933, cuando la Guardia Nacional de Nicaragua, durante la intervención estadounidense, desarrolla un sistema radiotelegráfico eficiente y seguro. Ese mismo día se fundó "la primera escuela de radiodifusión" por el norteamericano Hugh James Phillips quien llegó a ser director de la Radio Nacional.

## Telecomunicaciones de Nicaragua
Las primeras telecomunicaciones telegráficas inician en Nicaragua el siglo XIX, posteriormente llega la radio, la televisión, la telefonía móvil y el Internet.